# 紅點坭蛇
紅點坭蛇（學名：Trachischium fuscum），又稱黑腹食蚯蚓蛇，是蛇亞目游蛇科坭蛇屬下的一個蛇種，主要分布於尼泊爾及印度。

## 備註
- Blyth、Edward：《Notices and descriptions of various reptiles, new or little known [part 2]》頁287至302，孟加拉加爾各答：Jour. Asiatic Soc. Bengal, Calcutta 23(3)，1855年。